# Batalla de Goliad
La batalla de Goliad fue el segundo combate de la Revolución de Texas. Se inició en las primeras horas de la mañana del 10 de octubre de 1835, cuando los colonos rebeldes de Texas atacaron a los soldados del Ejército Mexicano que estaban acuartelados en el Presidio La Bahía, un fuerte cercano a la población de Goliad en la Texas mexicana. La Bahía estaba a medio camino entre la otra gran guarnición de soldados mexicanos (en San Antonio de Béjar) y el importante puerto texano de Copano. 
En septiembre, los texanos comenzaron a tramar el secuestro del general mexicano Martín Perfecto de Cos, que se dirigía a Goliad en un intento de sofocar los disturbios en Texas. El plan fue rechazado inicialmente por el comité central de coordinación de la rebelión. Sin embargo, pocos días después de la victoria texana en la Batalla de González, el capitán George Collingsworth y miembros de la milicia texana en Matagorda, comenzaron a marchar hacia Goliad. Los texanos pronto se enteraron de que Cos y sus hombres ya habían salido de San Antonio de Béjar, pero continuaron su marcha.
La guarnición de La Bahía era insuficiente y no pudo montar una defensa efectiva del perímetro de la fortaleza. Mediante el uso de hachas prestadas por la gente del pueblo, los texanos fueron capaces de cortar una puerta y entrar en el recinto antes de que la mayor parte de los soldados fueran conscientes de su presencia. Después de una batalla de 30 minutos, la guarnición mexicana, al mando del coronel Juan López Sandoval, se rindió. Un soldado mexicano murió y otros tres resultaron heridos, mientras que sólo un texano fue herido. La mayoría de los soldados mexicanos recibieron órdenes para salir de Texas y los texanos confiscaron provisiones por valor de 10 000 dólares y varios cañones, que pronto fueron transportados a las instalaciones del ejército texano para su uso en el Sitio de Béjar. La victoria aisló a los hombres de Cos en Béjar de la costa, que los obligó a depender de una larga marcha por tierra para solicitar o recibir refuerzos o suministros.

## Antecedentes
En 1835, México operaba con dos guarniciones importantes dentro de Texas, el Álamo en San Antonio de Béjar y Presidio La Bahía, cerca de Goliad. Béjar era el centro político de Texas, y Goliad estaba a medio camino entre este y Copano, un importante puerto texano. Los suministros militares y civiles, y el personal militar, eran enviados normalmente por vía marítima desde el interior de México a Copano Bay y luego transportados por tierra a las colonias de Texas.

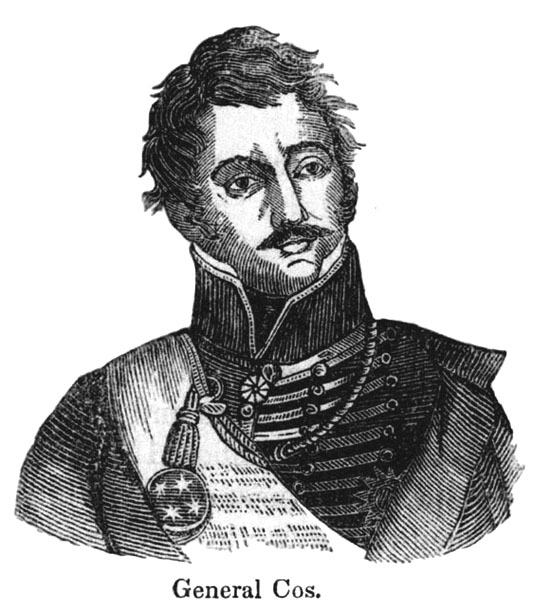
General Martín Perfecto de Cos.

A principios de 1835, el gobierno mexicano estaba en transición de un modelo de federalismo a uno de centralismo, los colonos en Texas, recelosos, comenzaron a formar comités de correspondencia y seguridad. Un Comité Central en San Felipe de Austin coordinó sus actividades. Los texanos protagonizaron una revuelta menor contra los derechos de aduana en junio; estos disturbios de Anáhuac causaron que el presidente mexicano Antonio López de Santa Anna enviara tropas adicionales a Texas. En julio, el coronel Nicolás Condelle llevó 200 hombres para reforzar el Presidio La Bahía. Al mes siguiente, un contingente de soldados llegó a Béjar con el coronel Domingo de Ugartechea. Ante el temor de que se necesitaran medidas más fuertes para sofocar los disturbios, Santa Anna ordenó a su cuñado, el General Martín Perfecto de Cos, «reprimir con mano dura a todos aquellos que, olvidando sus deberes para con la nación que los adoptó como sus hijos, empujan hacia adelante con el deseo de vivir en su propia opción sin sujeción a las leyes». Cos llegó a Copano Bay el 20 de septiembre, con aproximadamente 500 soldados, hizo un breve recorrido por el puerto y la pequeña guarnición en el cercano poblado de Refugio, y dejó en estos lugares pequeños grupos de soldados para reforzarlos. El cuerpo principal de soldados llegó a Goliad el 2 de octubre.
Sin conocimiento de Cos, desde el 18 de septiembre, algunos texanos, entre ellos James Fannin, Philip Dimmitt y John Linn, por separado, habían comenzado de forma independiente un plan para apoderarse de Cos, ya fuera en Copano o Goliad. Tan pronto como los buques de guerra de Cos, fueron vistos acercándose a Copano Bay, los colonos de Refugio enviaron mensajeros a San Felipe de Austin y Matagorda para informar a los demás asentamientos de la inminente llegada. Preocupados porque la falta de artillería haría imposible capturar la fortaleza de Goliad, el Comité Central decidió no ordenar un asalto.
A pesar de que Fannin, Dimmitt y Linn continuaron presionando para realizar un ataque contra Goliad, la atención texana pronto se desplazó hacia Gonzales, donde un pequeño grupo de texanos se negaban a obedecer las órdenes de Ugartechea. Los colonos se apresuraron a ayudar con entusiasmo y el 2 de octubre, la Batalla de González inauguró oficialmente la Revolución de Texas. Después de enterarse de la victoria texana, Cos se dirigió presurosamente a Béjar. Se fue con el grueso de sus soldados el 5 de octubre, pero tal vez porque no fue capaz de encontrar medios de transporte más adecuados, la mayoría de sus provisiones permanecieron en la Bahía.

## Preludio

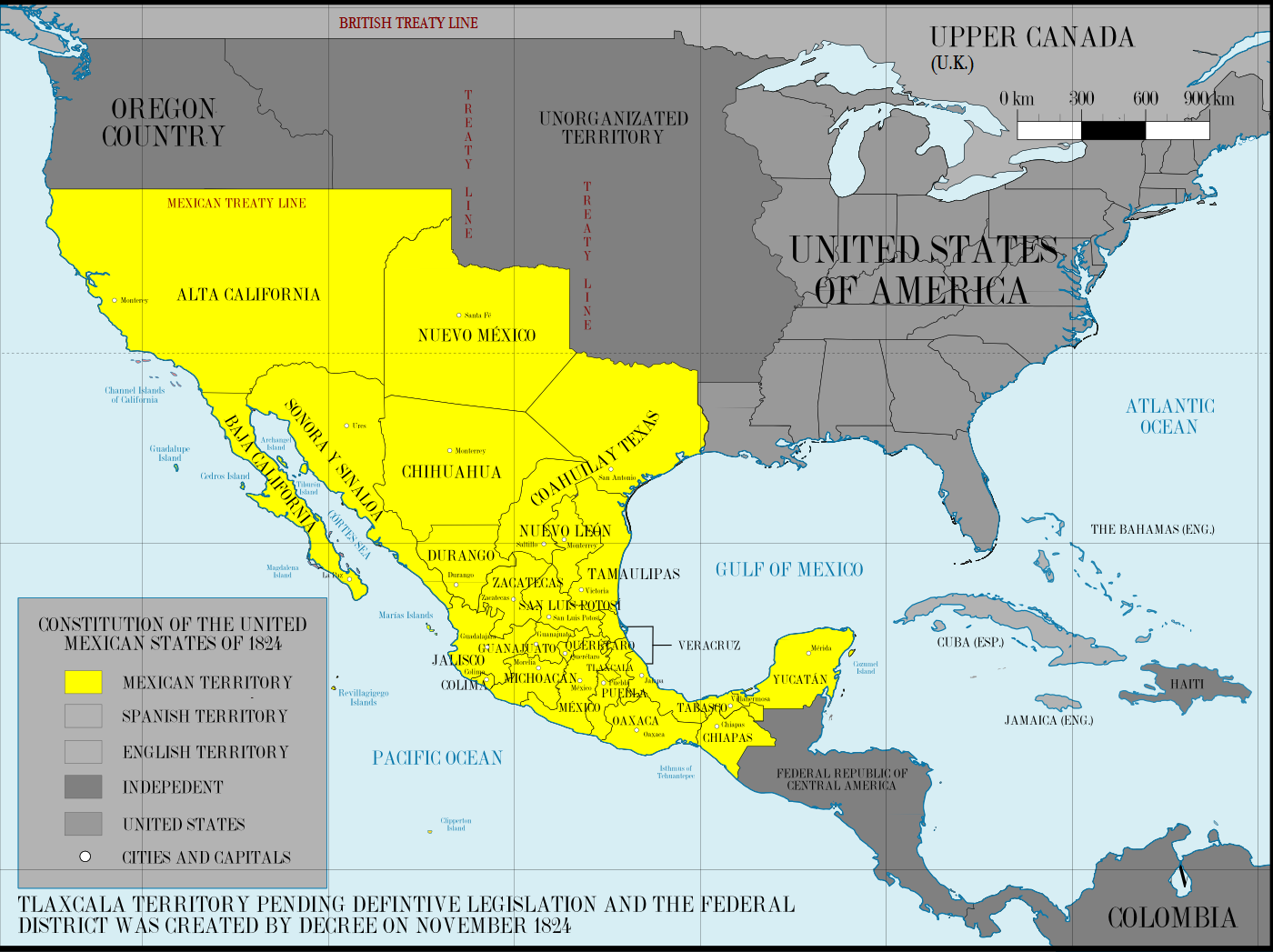
México en 1824. Texas formaba parte de México en 1824

El 6 de octubre, los miembros de la milicia texana en Matagorda fueron convocados en la casa de Sylvanus Hatch. Como primera orden del día eligieron a George Collingsworth como su capitán, el doctor William Carleton fue nombrado teniente primero y DC Collingsworth se convirtió en teniente segundo de la unidad. Después de designar a sus dirigentes, los hombres decidieron marchar hacia la Bahía. Tenían la intención de secuestrar a Cos y, si es posible, robar los 50 000 dólares que se rumoreaba que traía con él. Los texanos enviaron mensajeros para alertar a los asentamientos cercanos de sus planes. Por la tarde, 50 texanos estaban dispuestos a partir de Matagorda. Durante el camino, por razones desconocidas, los hombres le dispararon a Carleton y nombraron a James W. Moore como el nuevo teniente primero.
Al día siguiente la expedición se detuvo en Victoria, donde pronto se les unieron colonos de habla inglesa de otros asentamientos y 30 colonos de ascendencia española. Aunque no se conserva una lista precisa, el historiador Stephen Hardin estima que las filas texanas llegaron a 125 hombres. Cuarenta y nueve de ellos firmaron el «Acuerdo de voluntarios bajo el mando de Collingsworth» el 9 de octubre. Estos hombres se comprometieron a ser leales al gobierno federal mexicano y no dañar a nadie que permaneciera leal a la causa federalista.

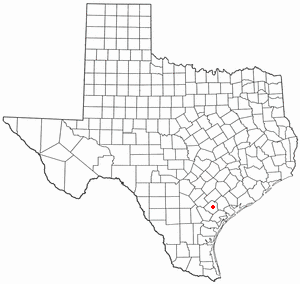
En este mapa se marca la ubicación de Goliad en Texas. La batalla tuvo lugar cerca de la ciudad.

Uno de los recién llegados, el comerciante Philip Dimmitt, recibió una misiva del agente de aduanas de Goliad con noticias de que Cos y su baúl de guerra habían salido de La Bahía para viajar a San Antonio de Béjar. Sin inmutarse, el grupo salió el 9 de octubre. Ira Ingram encabezó la vanguardia, que se detuvo a una milla (1,6 kilómetros) de Goliad. Los eventos que siguieron no son muy claros. Según las memorias del general mexicano Vicente Filisola, que no estaba en Texas en 1835, los texanos tenían planeado sacar de la fortaleza al comandante, Coronel Juan López Sandoval, y a sus oficiales. Los texanos, presuntamente, planearon un baile en Goliad el 9 de octubre e invitaron a los oficiales mexicanos. Aunque Sandoval, el capitán Manuel Sabriego y el teniente Jesús de la Garza asistieron brevemente al baile, sospecharon una posible fechoría y volvieron a la fortaleza. Ninguna fuente texana menciona tal conspiración. Varios texanos, incluyendo Dimmitt, entraron a la ciudad esa tarde para tratar de encontrar guías y apoyo para sus planes. El intento de Dimmitt fue exitoso, y varios tejanos que vivían cerca de Goliad se unieron a la fuerza texana. Los nuevos integrantes del grupo informaron que Sandoval estaba al mando de sólo 50 hombre, número mucho menor que el necesario para defender el perímetro de la fortaleza, y les dieron instrucciones de como llegar.
El cuerpo principal de la milicia texana, a las órdenes de Collingsworth, se desorientó en la oscuridad y se desvió del camino. Mientras buscaban el camino de regreso, se encontraron con Ben Milam, un colono de Texas que se había escapado recientemente de la cárcel en Monterrey. Milam se les unió como soldado raso y el grupo pronto se reincorporó a la vanguardia.

## Batalla
A medida que la fuerza texana combinada estuvieron preparados para la batalla, enviaron un mensajero a ordenar al alcalde de la ciudad que se rindiera. A las 11 horas, el alcalde respondió que la ciudad se mantendría neutral, ni se rendían, ni combatirían. Varios de los lugareños, sin embargo, les prestaron hachas a los soldados. Los texanos se dividieron en cuatro grupos, cada uno asignado para acercarse a la fortaleza desde un sitio diferente. En la madrugada del 10 de octubre, los texanos atacaron. El centinela solitario logró dar la alarma, pero inmediatamente fue muerto a disparos. Rápidamente los rebeldes cortaron una puerta en la pared norte de la fortaleza y corrieron hacia el patio interior. Al oír el alboroto, los soldados mexicanos se alinearon en las paredes para defender la fortaleza.
Los soldados mexicanos abrieron fuego, alcanzando en el hombro a Samuel McCulloch, un esclavo a quien George Collingsworth había liberado. Los texanos respondieron al fuego durante 30 minutos aproximadamente. Durante una pausa en el combate, un vocero texano gritó que «los texanos masacrarían a todo el mundo a menos que salgan de inmediato y entreguen». La guarnición mexicana se rindió de inmediato.

## Consecuencias
McCulloch fue el único soldado texano que fue herido y más tarde dijo ser «el primero cuya sangre fue derramada en la guerra de Texas por la independencia». Esta distinción le valió una vivienda permanente; una ley posterior prohibió que cualquier esclavo liberado residiera en la República de Texas, pero en 1840, la legislatura de Texas específicamente excluyó a McCulloch, su familia y a todos sus descendientes de su aplicación. La exclusión fue una recompensa por el servicio prestado por McCulloch y su lesión.
Las estimaciones del rango de bajas de México va de uno a tres soldados muertos y de tres a siete heridos. Alrededor de 20 soldados escaparon y advirtieron a las guarniciones de Copano y Refugio del avance de los texanos; las guarniciones abandonaron sus puestos y se unieron a los soldados en el Fuerte Lipantitlán. Milam escoltó al resto de los soldados mexicanos a Gonzales, donde se encontraba el recién formado Ejército texano. Su comandante, Stephen F. Austin, posteriormente puso en libertad a todos los hombres, con la condición de dejar Texas y la promesa de dejar de combatir a los residentes de Texas. A uno de los soldados mexicanos heridos se le permitió permanecer en Goliad, el capitán Manuel Sabriego, que estaba casado con una mujer de la localidad. En secreto, Sabriego comenzó a organizar un grupo de colonos que simpatizaban con México en el área de Goliad.
Las tropas texanas confiscaron las provisiones que se encontraban en el fuerte. A pesar de que se encontraron 300 fusiles, la mayoría de ellos estaban rotos y no podían ser reparados. Dimmitt contrató a dos armeros que fueron capaces de reparar las armas restantes. La comida, ropa, mantas y otras provisiones fueron valuados en 10 000 dólares. El nuevo intendente del fuerte, John J. Linn, informó que fueron confiscados 175 barriles de harina, además de una gran cantidad de azúcar, café, whisky y ron. Durante los siguientes tres meses, los suministros fueron repartidos entre las compañías del Ejército texano. Los texanos también obtuvieron el control de varios cañones.
En los siguientes días, más colonos texanaos se unieron al grupo en La Bahía. Muchos eran de Refugio, un asentamiento en expansión que estaba más lejos que Matagorda. El historiador Hobart Huson especula que estos hombres fueron los últimos en recibir la noticia del ataque planeado. Austin ordenó que 100 hombres permanecieran en Goliad, bajo el mando de Dimmitt, mientras que el resto debía unirse a las fuerzas texanas que marchaban tras las tropas de Cos en Béjar. Collingsworth volvió a Matagorda a reclutar otros soldados, pero el 14 de octubre el resto de los texanos en Goliad comenzó la marcha hacia Béjar.
La pérdida de Goliad significó que Cos perdiera su medio de comunicación con Copano Bay, el puerto más cercano a Béjar. Las tropas de la guarnición mexicana en Béjar tendrían ahora que obtener suministros y refuerzos por tierra.